# Digambara

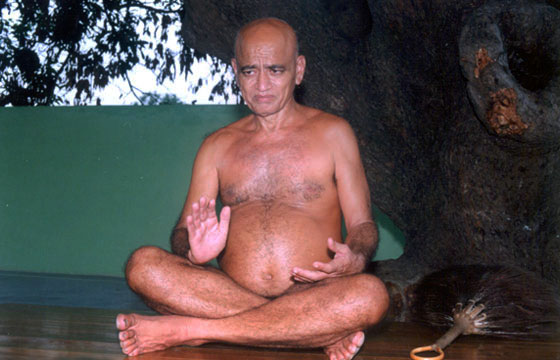
Acharya Vidyasagar, un influente monaco del giainismo.

Digambara (in sanscrito: दिगंबर) significa vestiti d'aria, nel senso di nudi, sono uno dei due gruppi in cui si distingue il Giainismo.
L'origine della differenza tra Digambara e Śvetāmbara (questi ultimi detti vestiti di bianco) è attribuita a diverse leggende, nessuna delle quali ha probabilmente fondamento storico.
Alla morte di Mahāvīra gli successero alla guida della comunità figure di autorevoli asceti che vengono denominati “patriarchi”. L’ultimo di questi patriarchi fu Bhadrabāhu, morto 170 anni dopo la dipartita di Jina da questo mondo. Nel IV sec. a.C. dunque questo Bhadrabāhu decise di guidare la comunità verso il sud dell’India e si allontanò dalle regioni originarie del Bihar a causa di una carestia. La parte di comunità che lo seguì si stabilì a Śravaṇa Beḷgola nel Mysore e rimase là per dodici anni. Una volta tornati in patria, gli emigranti constatarono che i monaci e gli asceti rimasti nel Bihar avevano preso l’abitudine di indossare una veste bianca e avevano stabilito un canone di testi durante un concilio tenutosi a Pāṭaliputra, odierna Patna, capitale dello Stato del Bihar. A causa di questo nel 79 a.C. un nuovo concilio stabilì un’autentica scissione tra due gruppi, quello degli Śvetāmbara (letteralmente “vestiti di bianco”) originatosi da coloro che non avevano seguito Bhadrabāhu e avevano preso l’abitudine di indossare una veste di cotone bianco, e quello dei Digambara (letteralmente “vestiti di cielo [aria]”) che invece giravano nudi.
Ancora oggi i giainisti si distinguono in questi due gruppi.
La versione che ha come protagonista Bhadrabāhu è però di ambito Digambara e vuole di fatto rimarcare un allontanamento degli Śvetāmbara dalla pratica originaria: in particolare la nudità viene definita come un carattere distintivo della pratica trasmessa da Mahāvīra stesso.
Esiste però anche una versione degli Śvetāmbara sullo scisma: dopo 609 anni dalla morte del Jina un certo Śivabhūti, divenuto monaco per auto-iniziazione, si unì a un gruppo di Śvetāmbara. Durante il suo peregrinare ascoltò un sermone nel quale si diceva che, secondo la tradizione, Mahāvīra avesse praticato la nudità. Arrogantemente Śivabhūti decise di iniziare a praticare la nudità e convinse pure una monaca a fare lo stesso (ella venne poi però corretta da una prostituta che temeva le ripercussioni che questa pratica avrebbe avuto sul suo mestiere). A questa vicenda la tradizione degli Śvetāmbara fa risalire la pratica della nudità.
Questa versione di fatto non nega la nudità come pratica attuata da Mahāvīra ma ne vincola l’attuazione a un certo livello di elevazione spirituale.
Di fatto nessuna di queste due storie spiega da un punto di vista storico l’origine della distinzione dei due gruppi. La versione dei Digambara è probabilmente del X secolo mentre quella degli Śvetāmbara al V secolo.
È invece da ritenere fondata l’idea che già all’epoca di Mahāvīra vi fosse una distinzione delle pratiche secondo uno sviluppo graduale nel percorso di ascesi e di rinuncia. Di fatto le immagini più antiche di Mahāvīra e degli altri Tīrthaṃkara rappresentano questi maestri nudi e solo dopo il V secolo iniziò l’abitudine a raffigurarli vestiti.